# Жаргалантхайрхан
Жаргалант-Хайрхан (монг. Жаргалант Хайрхан) — горный хребет в монгольской провинции Ховд, расположенный между озёрами Хар-Ус и Хар в пределах национального парка Хар-Ус-Нуур. Имеет высоту 3796 метров.
Название хребта — составное, первая часть Жаргалант означает «блаженство, благодеяние, счастливая жизнь» (от жаргал — «наслаждение, счастье, радость»), вторая часть Хайрхан означает «миленький, любезный» и является эвфемизмом для запретного настоящего названия горы, что указывает на её священный статус у древних монгольских племён.
Склоны горы используются под пастбища, при этом выпас скота происходит круглогодично. В окрестностях Жаргалант-Хайрхан обитает крупная популяция снежного барса.
В 2008 году на склоне Жаргалант-Хайрхан на высоте 1886 м к югу от озера Хар-Ус между селениями Чандман и Манхан было найдено погребение воина, датируемое 770—862 н.э. Среди найденных предметов особую ценность представляет древний монгольский музыкальный инструмент типа арфы с рунической надписью на древнетюркском языке.